# Doulezon
Doulezon är en kommun i departementet Gironde i regionen Nouvelle-Aquitaine i sydvästra Frankrike. Kommunen ligger i kantonen Pujols som tillhör arrondissementet Libourne. År 2022 hade Doulezon 278 invånare.

## Befolkningsutveckling
Antalet invånare i kommunen Doulezon
Referens:INSEE